# Clear Spring
Clear Spring – miasto w Stanach Zjednoczonych, w stanie Maryland, w hrabstwie Washington.